# Monroe Brothers
The Monroe Brothers est un groupe musical originaire du Kentucky, formé des trois frères Birch, Charlie et Bill Monroe.

## Historique
Les frères Monroe vivaient dans la ferme familiale à Jerusalem Ridge, près de Rosine dans le Kentucky. Plusieurs musiciens faisaient partie de leur entourage proche : leur mère Malissa qui chantait et jouait du violon, de l'accordéon et un peu d'harmonica, et leur oncle Pendleton Vandiver qui était excellent violoniste. Ils formèrent un trio composé de Birch au violon, Charlie à la guitare et Bill à la mandoline.
Le décès de leurs parents et les circonstances économiques poussèrent les deux aînés à aller chercher du travail dans l'Indiana, où Bill vint les rejoindre en 1929. Ils se produisirent d'abord tous trois sur scène comme danseurs, en plus de leur travail dans une raffinerie, puis obtinrent des contrats comme musiciens et commencèrent à connaître un certain succès. Birch quitta toutefois le groupe en 1934 pour retourner à son emploi à la raffinerie, et c'est sous la forme d'un duo entre Charlie et Bill que le groupe des Monroe Brothers commença à se faire réellement connaître, avec notamment un premier enregistrement en 1936 pour la société RCA Victor, puis une soixantaine d'autres pendant les deux années qui suivirent.
En 1938, les deux frères décidèrent de se séparer et de fonder chacun son propre groupe : les Kentucky Pardners pour Charlie, et les Kentuckians pour Bill. La carrière artistique de Charlie fut honorable par la suite, mais c'est celle de Bill qui devait véritablement entrer dans l'histoire de la musique avec la création d'un nouveau genre : le bluegrass.

## Sources
: document utilisé comme source pour la rédaction de cet article.
- (en) Bill Nowlin, Notes du CD « Bill Monroe Centennial Celebration » : A Classic Bluegrass Tribute, Rounder Records 1161-9123-2, 2011, 20 p.